# Niclosamide
La niclosamide è un composto chimico di formula C13H8Cl2N2O4  che in condizioni standard si presenta come un solido cristallino di colore giallo pallido insapore.

## Storia
La niclosamide, precedentemente commercializzata negli Stati Uniti con il marchio Niclocide, è stato ritirato volontariamente dal mercato dalla Bayer nel 1996.

## Caratteristiche strutturali e fisiche
La niclosamide è una carbossamide secondaria derivante dalla condensazione formale del gruppo carbossilico dell'acido 5-clorosalicilico con il gruppo amminico della 2-cloro-4-nitroanilina. Fa parte dei monoclorobenzeni, delle salicilanilidi, dei composti carbonio-azoto, delle carbossamidi secondarie e delle benzammidi. È funzionalmente correlato all'acido 5-clorosalicilico.
Il composto risulta solubile in acetone, in 150 parti di alcol a 20 °C, in solventi organici (es. etanolo e etere dietilico) e acetone. Si decompone a 208 °C.
| N. di donatori di legami a idrogeno  | 2                           |
| N. di accettori di legami a idrogeno | 4                           |
| N. di atomi pesanti                  | 21                          |
| N. di legami ruotabili               | 2                           |
| Superficie polare                    | 95.,2 Å²                    |
| Massa monoisotopica                  | 325,9861121 u               |
| Pressione di vapore                  | < 9,87 x 10−9 mm Hg a 20 °C |

## Farmacologia e tossicologia

### Farmacocinetica
Negli organismi a sangue caldo, il gruppo nitroso viene ridotto a un gruppo amminico (5,2'-dicloruro-4-amminosalicilanilide). Viene assorbita dal tratto gastrointestinale e i metaboliti sono escreti tramite le feci in forma libera e come glucuronidi coniugati. Come nel caso di altre ammidi secondarie, il metabolismo di fase I della niclosamide può comportare la scissione idrolitica del legame ammidico, dando origine all'acido 5-clorosalicilico e 2-cloro-4-nitroanilina.

### Farmacodinamica
La niclosamide, somministrata per via orale, induce specificamente la degradazione della variante V7 del recettore degli androgeni (AR-V7) attraverso il meccanismo mediato dal proteasoma. Questo processo riduce l'espressione della variante AR, inibisce l'attività trascrizionale mediata da AR-V7 e limita il reclutamento di AR-V7 al promotore del gene dell'antigene prostatico specifico (PSA).
Inoltre, impedisce la fosforilazione e l'attivazione di STAT3 mediata da AR-V7, inibendo così il segnalamento mediato da AR/STAT3 e bloccando l'espressione dei geni target di STAT3. Complessivamente, ciò può ostacolare la crescita delle cellule cancerogene che sovraesprimono AR-V7. La variante AR-V7, codificata dall'unione continua degli esoni AR 1/2/3/CE3, è sovraregolata in diversi tipi di cellule tumorali ed è associata sia alla progressione del cancro che alla resistenza alle terapie mirate al recettore degli androgeni.
A basse concentrazioni, la niclosamide stimola l'assorbimento di ossigeno da parte di H. diminuta, ma a concentrazioni più elevate la respirazione viene inibita e l'assorbimento di glucosio viene bloccato. L'azione principale del farmaco potrebbe essere quella di inibire la fosforilazione anaerobica dell'adenosina difosfato (ADP) da parte dei mitocondri del parassita, un processo di produzione di energia che dipende dalla fissazione dell'anidride carbonica.

### Effetti del composto e usi clinici
Agisce come induttore dell'apoptosi e inibitore di STAT3. Si tratta di un farmaco antielmintico per somministrazione orale utilizzato per il trattamento delle infezioni da tenia sia nell'uomo che negli animali.

### Controindicazioni ed effetti collaterali
Il composto è relativamente privo di effetti collaterali ad eccezione di alcuni a livello del tratto gastrointestinale (es. nausea, vomito, dolore addominale, diarrea), sonnolenza e vertigini. Tra gli effetti indesiderati non comuni troviamo: stitichezza, mal di testa, irritabilità, eruzioni cutanee inclusi prurito anale, alopecia, irritazione orale, febbre, sanguinamento rettale, cattivo sapore in bocca, sudorazione, palpitazioni, edema di un braccio e mal di schiena.

### Tossicologia
Non ha effetti tossici sul midollo osseo, né sulla funzione epatica o renale.

### Interazioni
L'efficacia della niclosamide contro le tenie nei topi aumenta quando viene somministrata in combinazione con cucurbitina o procaina.

## Applicazioni
Il composto è anche utilizzato come:
- piscicida
- molluschicida
- agente anticoronavirus